# Виссарионов, Владимир Иванович
Владимир Иванович Виссарионов (25 июля 1939 года, Молога — 13 апреля 2014 года, Москва) — специалист в области гидроэнергетики, доктор технических наук, профессор кафедры «Гидроэнергетика» Московского энергетического института (1988—2004).

## Биография
Владимир Иванович Виссарионов родился 25 июля 1939 года в затопленном ныне городе Молога Ярославской области.
В 1962 году окончил Ленинградский политехнический институт (ЛПИ, ныне Санкт-Петербургский политехнический университет Петра Великого) по специальности «Гидроэнергетические установки».
По окончании учебы по пал по распределению на работу в Киев. Работал на должностях: инженер, старший инженер проектной группы строительства Киевской ГЭС. Учился в аспирантуре. В 1970 году защитил кандидатскую диссертацию, а в 1981 году — докторскую.
С 1967 по 1988 год работал в Ленинградском политехническом институте имени М. И. Калинина на должностях: ассистент, доцент, а с 1982 года — профессор кафедры «Использование водной энергии». С 1974 по 1985 год был заместителем заведующего кафедрой и декана гидротехнического факультета института.
С 1988 по 2004 год Владимир Иванович заведовал кафедрой «Гидроэнергетика», после ухода на пенсию профессора Петра Степановича Непорожнего. Позднее кафедра была переименована в кафедру «Нетрадиционные и возобновляемые источники энергии» Московского энергетического института; с 2004 по 2013 год работал на должности первого заместителя заведующего и профессора этой кафедры.
Владимир Иванович Виссарионов имеет 32 патента на изобретения, является автором около 310 научных работ, включая 17 монографий и учебников и монографий. Под его научным руководством профессора был подготовлено и защищено 45 кандидатских диссертаций (Хегази Резк Ахмед Хуссейн, диссертация «Определение параметров систем автономного электроснабжения на базе фотоэлектрических установок в Египте», Йе Вин «Исследование эффективности использования солнечной энергии для систем автономного энергоснабжения в республике Мьянма»). Среди его учеников — аспиранты и студенты из Китая, Вьетнама, Ливана, Германии, Египта, Нигера, Ирака, Швеции, Марокко, Сирии, Нигерии, США.
Владимир Иванович был членом Международной энергетической академии; действительным членом Академии электротехнических наук РФ; Международной академии гидрологии и природопользования, Академии водохозяйственных наук России.
В разное время он был также членом диссертационных советов по присуждению ученой степени доктора технических наук МЭИ и МГСУ, состоял в Бюро научно технического совета РАО «ЕЭС России», был членом Союза научных и инженерных обществ России, Национального Комитета Международной ассоциации по солнечной энергии, Комитета по проблемам использования возобновляемых источников энергии «Малая энергетика», Национального Комитета Международной ассоциации гидравлических исследований, членом редколлегий журналов «Гидротехническое строительство» и «Малая энергетика».

## Награды и звания
- «Почетный гражданин г. Хошимин» (Вьетнам)
- Премия Правительства РФ в области науки и техники (2003) — за разработку и внедрение новых методов и технических средств для оптимального функционирования и развития сложных энергосистем.
- Премий Правительства РФ в области образования (2005) — за учебник «Основы современной энергетики»,
- Премия РАО «ЕЭС России» (2005) — за значительный вклад в развитие гидроэнергетики России.
- Почетный энергетик России.

## Труды
- Оценка ресурсов солнечной энергии Египта и определение параметров фотоэлектрической установок (в соавторстве) // Вестник МЭИ. 2011, № 4, 23-29 с.
- Моделирование системы слежения за максимумом мощности фотоэлектрической панели (в соавторстве)// ISSN 00135380. Журнал Электричество. 2012, №. 2,50-53 с.
- Сравнительный анализ методов инкрементной проводимости и искусственных нейронных сетей для систем слежения за точкой максимальной мощности фотоэлектрической панели (в соавторстве)// Вестник МЭИ. 2012, № 2.
- Potentials of Solar and Wind Power Resources in Nigeria / the proceedings of the international scientific conference on Power Industry and Market Economy Ulaanbaatar, May 4-7, 2005. P. 171 – 177.